# Bekes-halom
A Bekes-halom (litvánul: Bekešo kalnas) domb és emlékmű Vilnius óvárosában, a történelmi Várnegyedben. Itt állt Bekes Gáspár (Kaspar Bekeš) síremléke, mely egy 20 m magas és 4 m átmérőjű nyolcszögletű torony volt. A halom és az emlékmű 1838-1841 folyamán vízkár miatt részben elpusztult.
A halom 2005 óta szerepel a Litván Köztársaság kulturális értékeinek nyilvántartásában (egyedi kód: 30358).

## A név eredete
Bekes Gáspár politikus és hadvezér Báthory István litván nagyfejedelem barátja volt. Grodnóban hunyt el és Vilniusban akarták eltemetni. Azonban egyik temetőben sem engedték az elhantolását, mivel életében „a mennyország nem érdekel, a pokoltól meg nem félek” istentagadó kijelentést tette.
A szerettei ekkor egy gyönyörű dombot választottak nyughelyéül a Vilnia folyó partján, és a rebellis harcost ebbe a beszenteletlen földbe temették. Ettől fogva nevezik a Gediminas litván nagyfejedelemről elnevezett Gediminas-heggyel szemközti dombot Bekes-halomnak.

## A halom
A halom meredek oldalú, 45 m magas dombocska. 500 m-re fekszik a Gediminas-várhegytől a Vilnia folyó jobb oldalán. 
1838-ban és 1841-ben az árvíz jelentős károkat okozott benne és a rajta álló emlékműben. Napjainkban már csak egy kb. 20 m széles kis park emlékeztet rá, melyben 2009-ben kopjafát állítottak Bekes emlékére.

## Lásd még
- Kościuszko-halom

## Fordítás
- Ez a szócikk részben vagy egészben a Bekešo kalnas című litván Wikipédia-szócikk ezen változatának fordításán alapul.  Az eredeti cikk szerkesztőit annak laptörténete sorolja fel. Ez a jelzés csupán a megfogalmazás eredetét és a szerzői jogokat jelzi, nem szolgál a cikkben szereplő információk forrásmegjelöléseként.